# Hormoschista pagenstecheri
Hormoschista pagenstecheri är en fjärilsart som beskrevs av Heinrich Benno Möschler 1890. Hormoschista pagenstecheri ingår i släktet Hormoschista och familjen nattflyn. Inga underarter finns listade i Catalogue of Life.